# Outbreak Company
Outbreak Company : Moeru Shinryakusha (アウトブレイク・カンパニー 萌える侵略者, Autobureiku Kanpanī: Moeru Shinryakusha, litt. Outbreak Company : L'Envahisseur moe.) est une série japonaise de light novels écrite par Ichirō Sakaki et illustrée par Yūgen. Au total, l'éditeur Kōdansha a publié dix-huit volumes de décembre 2011 à août 2017. Une adaptation en manga illustrée par Kiri Kajiya a été prépublié de novembre 2012 à novembre 2014 dans le magazine Good! Afternoon du même éditeur.
Une adaptation en série télévisée d'animation par le studio feel. sous le titre Outbreak Company (アウトブレイク・カンパニー, Autobureiku Kanpanī) a été diffusé d'octobre à décembre 2013, au Japon sur les chaînes du réseau TBS et en simulcast dans les pays francophones sur la chaîne J-One et sur la plate-forme Anime Digital Network.

## Synopsis
Shin'ichi Kanō est un jeune garçon otaku à qui on propose un travail pour ses connaissances très poussées en anime, manga et en jeux vidéo. Cependant, après sa première rencontre avec son nouvel employeur, il est kidnappé et se réveille dans un monde alternatif d'apparence fantasy. Shin'ichi est alors informé qu'il est en fait sélectionné par le gouvernement japonais pour aider à améliorer les relations diplomatiques avec le « Saint Empire Eldent » et pour propager la culture moe dans ce nouveau marché potentiel.

## Personnages

### Personnages principaux
Shin'ichi Kanō (加納 慎一, Kanō Shin'ichi)
Shin'ichi est le protagoniste de l'histoire. Il décide de chercher un job pour sortir de son mode de vie hikikomori. Il se fait recruter par le gouvernement japonais pour propager la culture moe dans un nouveau monde.
Myucel Foaran (ミュセル・フォアラン, Myuseru Foaran)
Myucel est une demi-elfe et la domestique (maid) de Shin'ichi dans le « Saint Empire Eldent ». Bien que dans ce monde les demi-elfes soient discriminés et traités comme des esclaves, Shin'ichi n'éprouve aucune haine envers Myucel et devient rapidement ami avec elle, la traite comme égal et lui apprend même la langue japonaise. En réponse à sa gentillesse, elle tombe amoureuse de lui et devient son alliée.
Petralka Anne Eldant III (ペトラルカ・アン・エルダント三世, Petoraruka An Erudanto Sansei)
Bien qu'elle ressemble à une enfant, elle a le même âge que Shin'ichi et est la monarque du « Saint Empire Eldent ». Elle s'intéresse beaucoup à Shin'ichi, surtout depuis qu'elle s'est rendu compte qu'il lui parlait d'une façon non protocolaire, entraînant la stupéfaction autant du personnel du château que des représentants du gouvernement japonais. Shin'ichi rend visite régulièrement à Petralka pour lire des mangas ensemble. Elle éprouve une certaine jalousie envers Myucel, au point que Petralka demande à Shin'ichi de lui apprendre aussi la langue japonaise.

### Personnages secondaires
Minori Koganuma (古賀沼 美埜里, Koganuma Minori)
Une membre des forces japonaises d'autodéfense stationnées dans le « Saint Empire Eldent », elle est aussi une otaku mais contrairement à Shin'ichi, c'est une fujoshi et fantasme régulièrement sur une relation entre Shin'ichi et Garius.
Jinzaburō Matoba (的場 甚三郎, Matoba Jinzaburō)
Membre du gouvernement japonais qui a recruté Shin'ichi pour propager la culture moe dans ce nouveau monde qu'est le « Saint Empire Eldent ».
Elbia Hanaiman (エルビア・ハーナイマン, Elbia Hānaiman)

Garius En Cordbal (ガリウス・エン・コルドバル, Gariusu En Korudobaru)
Cousin de Petralka et chevalier. Ses parents et ceux de Petralka se sont battus pour le trône et sont tous morts, Petralka devient alors la monarque du royaume.
À cause de l'influence de Minori, Garius devient intéressé par les manga yaoi et éprouve un certain intérêt pour Shin'ichi.

## Light novel

### Liste des volumes
| no       | Japonais          | Japonais          |
| no       | Date de sortie    | ISBN              |
| -------- | ----------------- | ----------------- |
| 1        | 2 décembre 2011   | 978-4-06-375203-8 |
| 2        | 28 décembre 2011  | 978-4-06-375211-3 |
| 3        | 2 mai 2012        | 978-4-06-375237-3 |
| 4        | 31 août 2012      | 978-4-06-375255-7 |
| 5        | 30 novembre 2012  | 978-4-06-375271-7 |
| 6        | 2 mai 2013        | 978-4-06-375306-6 |
| 7        | 30 août 2013      | 978-4-06-375323-3 |
| 8        | 1er novembre 2013 | 978-4-06-375337-0 |
| 9        | 28 février 2014   | 978-4-06-375340-0 |
| 10       | 5 mai 2014        | 978-4-06-375359-2 |
| 11       | 1er octobre 2014  | 978-4-06-375360-8 |
| 12       | 27 février 2015   | 978-4-06-381443-9 |
| 13       | 31 juillet 2015   | 978-4-06-381463-7 |
| 14       | 2 décembre 2015   | 978-4-06-381505-4 |
| 15       | 1er juillet 2016  | 978-4-06-381521-4 |
| 16       | 2 décembre 2016   | 978-4-06-381552-8 |
| 17       | 31 mars 2017      | 978-4-06-381591-7 |
| 18       | 2 août 2017       | 978-4-06-381611-2 |
| Gaiden   | 2 août 2018       | 978-4-06-512948-7 |
| Spin-off | 2 novembre 2018   | 978-4-06-513099-5 |

## Manga
Une adaptation en manga illustrée par Kiri Kajiya a été prépublié entre le 7 novembre 2012 et le 7 novembre 2014 dans le magazine Good! Afternoon,.

### Liste des volumes
| no | Japonais         | Japonais          |
| no | Date de sortie   | ISBN              |
| -- | ---------------- | ----------------- |
| 1  | 9 septembre 2013 | 978-4-06-387916-2 |
| 2  | 7 octobre 2013   | 978-4-06-387925-4 |
| 3  | 6 juin 2014      | 978-4-06-387975-9 |
| 4  | 7 janvier 2015   | 978-4-06-388027-4 |

## Anime
Une adaptation en série télévisée d'animation produite par le studio feel. et réalisé par Kei Oikawa, a été diffusé du 3 octobre au 19 décembre 2013 au Japon sur la chaîne TBS et plus tard sur les autres chaînes du réseau. La série fut aussi diffusée en simulcast dans les pays francophones sur la chaîne J-One à J+1, et 14 jours plus tard sur la plate-forme Anime Digital Network.

### Liste des épisodes
| No | Titre français                       | Titre japonais       | Titre japonais              | Date de 1re diffusion |
| No | Titre français                       | Kanji                | Rōmaji                      | Date de 1re diffusion |
| -- | ------------------------------------ | -------------------- | --------------------------- | --------------------- |
| 1  | Réveil dans l'autre monde            | 気が付けば異世界     | Kigatsukeba Isekai          | 3 octobre 2013        |
| 2  | Le Responsable du moe                | 萌えるお世話係       | Moeru Osewagakari           | 10 octobre 2013       |
| 3  | Ton Nom est envahisseur              | 汝の名は侵略者       | Nanji no Na wa Shinryakusha | 17 octobre 2013       |
| 4  | Un Espion animal                     | ケモノなスパイ       | Kemono na Supai             | 24 octobre 2013       |
| 5  | C'est vraiment un autre monde        | 本当に別の世界       | Hontō ni Betsu no Sekai     | 31 octobre 2013       |
| 6  | Football... Football ?               | サッカー……サッカー?  | Sakkā... Sakkā?             | 7 novembre 2013       |
| 7  | Maid in Japan                        | メイド イン ジャパン | Meido in Japan              | 14 novembre 2013      |
| 8  | La Mélancolie de l'impératrice       | 皇帝陛下の憂鬱       | Kōtei Heika no Yūutsu       | 21 novembre 2013      |
| 9  | Apocalypse maillot (de bain)         | 水着の黙示録         | Mizugi no Mokushiroku       | 28 novembre 2013      |
| 10 | Magical Girl Petralka                | 魔法少女ペトラルカ   | Mahō Shōjo Petoraruka       | 5 décembre 2013       |
| 11 | Complote en silence et en profondeur | 深く静かに陰謀せよ   | Fukaku Shizuka ni Inbō Seyo | 12 décembre 2013      |
| 12 | Feu sur l'envahisseur                | 侵略者を撃て！       | Shinryakusha o Ute!         | 19 décembre 2013      |

### Musique
| Générique | Épisodes | Début                        | Début         | Fin                                | Fin           |
| Générique | Épisodes | Titre                        | Artiste       | Titre                              | Artiste       |
| --------- | -------- | ---------------------------- | ------------- | ---------------------------------- | ------------- |
| 1         | 1 – 12   | Univer Page (ユニバーページ) | Suzuko Mimori | Watashi no Hōsekibako (私の宝石箱) | Mai Fuchigami |